# Eclipse lunar de 9 de dezembro de 1992
| Eclipse Lunar Total 9 de dezembro de 1992 | Eclipse Lunar Total 9 de dezembro de 1992 |
| --- | ----------------------------------------- |
| A Lua cruza ea metade norte do cone de sombra da Terra, de oeste para leste (da direita para a esquerda), com o disco lunar mais avermelhado e escuro no centro-sul da superfície. |                                           |
| Gamma | +0,3144                                   |
| Saros (e membro) | 125 (47 de 72)                            |
| Sequência de eclipses lunares |                                           |
| Anterior | 15 de junho de 1992                       |
| Próximo | 4 de junho de 1993                        |
| Duração (hr:mn:sc) |                                           |
| Total | 1:13:53                                   |
| Parcial | 3:28:45                                   |
| Penumbral | 5:34:05                                   |
| Fases e Horários do Eclipse (UTC) |                                           |
| P1 | 20:57:01                                  |
| U1 | 21:59:45                                  |
| U2 | 23:07:10                                  |
| Máximo | 23:44:06                                  |
| U3 | 0:21:03 (10 de dezembro)                  |
| U4 | 1:28:29 (10 de dezembro)                  |
| P4 | 2:31:05 (10 de dezembro)                  |

O eclipse lunar de 9 de dezembro de 1992 foi um eclipse total, o segundo e último de dois eclipses do ano, e único como total. Teve magnitude umbral de 1,2709 e penumbral de 2,2915. Sua totalidade teve duração de quase 74 minutos.
A Lua cruzou a metade norte do cone de sombra da Terra, em nodo descendente, dentro da constelação de Touro.
Durante a totalidade, o disco lunar passou no interior da metade norte do cone de sombra terrestre, fazendo com que a Lua ficasse mais escura e avermelhada, principalmente em sua extremidade sul, que estava bem próxima do centro da região da umbra.
Os eclipses totais são popularmente chamados como Lua de Sangue ou Lua Vermelha, pela tonalidade avermelhada e escura característicos de um eclipse total.

## Série Saros
Eclipse pertencente ao ciclo lunar Saros de série 125, sendo este de número 47, com um total de 72 eclipses da série. O último eclipse foi o eclipse total de 29 de novembro de 1974, e o próximo será com o eclipse total de 21 de dezembro de 2010.

## Visibilidade
Foi visível na África, Europa, oceanos Atlântico e Índico, no Ártico, nas Américas e em praticamente toda a Ásia.
| Região do planeta onde o eclipse foi visível durante o máximo da totalidade - 23:44 UTC. O sul da Argélia, no noroeste da África, obteve a melhor observação do meio do eclipse, de onde foi visível à meia-noite. |
| Mapa de visibilidade do eclipse |